# Marzo Paraguayo
Marzo Paraguayo es el nombre que recibe una crisis política acaecida en Paraguay, hacia finales de marzo del año 1999, por causa del asesinato del entonces vicepresidente Luis María Argaña supuestamente por parte de un comando paramilitar, el 23 de marzo de 1999. De este hecho la oposición responsabilizó inicialmente al presidente de ese momento, Raúl Cubas Grau y también al exgeneral y hombre fuerte de la política paraguaya de ese entonces Lino Oviedo, como autores intelectuales. 
Fue el mayor crimen político de la entonces reciente era democrática, que provocó una de las manifestaciones más grandes de la historia del país, apenas a 10 años de la caída de la dictadura de casi 35 años de Alfredo Stroessner, hecho que hizo tambalear enormemente la reciente apertura democrática en el Paraguay.
El magnicidio de Argaña provocó una serie de manifestaciones de opositores y adherentes a Oviedo y al gobierno de Cubas -coincidentemente también se sumaron integrantes de la 'Marcha Campesina', quienes se encontraban en Asunción-. Se calcula que más de 10 000 personas se manifestaron en las plazas ubicadas frente al entonces Congreso Nacional, en Asunción del Paraguay. Posteriormente, se desembocó en una masacre en la que murieron 8 manifestantes -la mayoría contrarios al gobierno de ese momento-, y hubo más de 700 heridos de diversa gravedad (de los cuales 92 de ellos fueron heridos por armas de fuego), lo cual condujo a la renuncia del presidente Cubas, quien apenas llevaba siete meses en el poder.
Debido a la renuncia del presidente Raúl Cubas, y al asesinato del vicepresidente Luis María Argaña, asume como presidente de la República el entonces presidente del Congreso, Luis Ángel González Macchi.

## Antecedentes

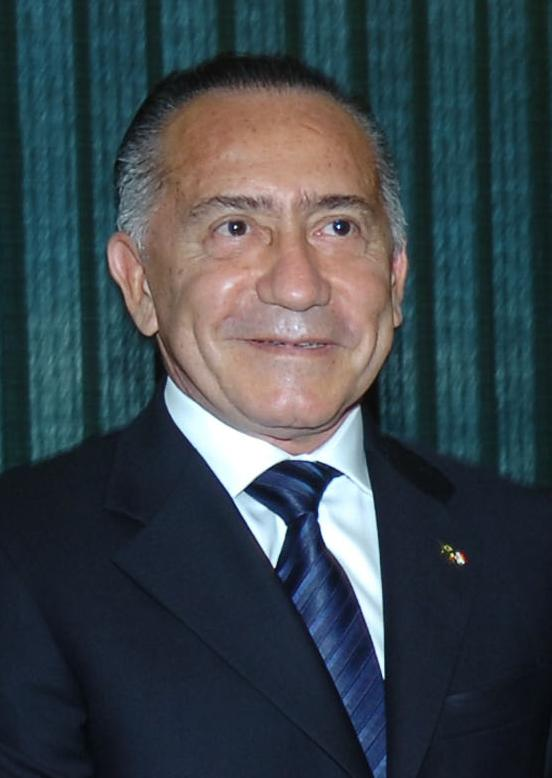
Lino O', exgeneral del Ejército Paraguayo, era considerado uno de los autores intelectuales del atentado al vicepresidente del Paraguay, Luis María Argaña.

El trasfondo del Marzo Paraguayo se remonta con la disputa entre dos importantes políticos paraguayos de la época: Luis María Argaña y Lino Oviedo, ambos del Partido Colorado.
Argaña tuvo una larga trayectoria en la política paraguaya. Llegó a ser presidente de la Corte Suprema de Justicia durante la dictadura militar de Alfredo Stroessner, y además se desempeñó en otros cargos importantes durante su administración. Participó de las internas de 1992 para candidato a Presidente de la República por el Partido Colorado para las elecciones generales de 1993, perdiendo contra Juan Carlos Wasmosy. Años después se demostró que se cometió fraude electoral para entregar la victoria a Wasmosy, cuando en realidad debía haber ganado Argaña. 
Argaña volvió a candidatarse en las internas coloradas de 1997, donde se enfrentó a otro caudillo de la política paraguaya: Lino Oviedo, un militar que participó en el derrocamiento de Stroessner y recientemente había protagonizado un fallido intento de golpe de Estado en 1996. Argaña y Oviedo protagonizaron lo que fue descrito por Última Hora como «la campaña electoral más enérgica y exaltada de la ANR». Argaña tuvo el apoyo del entonces presidente Wasmosy, pero aun así no logró derrotar a Oviedo; quedando como la dupla ganadora la conformada por Oviedo y Cubas, candidato a presidente y vicepresidente por el Partido Colorado para las elecciones generales de 1998, respectivamente.
Sin embargo, al final Oviedo no pudo ser candidato porque fue enviado a la cárcel, debido al fallido intento de golpe de Estado de 1996. Su entonces candidato a vicepresidente, Raúl Cubas Grau, asumió la chapa presidencial, y la ANR conformó un fórmula de emergencia enlistando al rival de Oviedo, Argaña, para ocupar el puesto de candidato a vicepresidente de la chapa. Con una campaña que prometía «Cubas al poder, Oviedo en libertad», la dupla colorada Cubas-Argaña logró en 1998 la victoria más contundente de la transición con el 54 % de votos sobre la dupla Laíno-Filizzola, de la Alianza Democrática (PLRA-PEN).
Cubas cumplió su promesa de campaña; tres días después de su subir al poder, liberó a Oviedo de la cárcel. A pesar de una orden de la Corte Suprema de Justicia de Paraguay en diciembre de 1998, Cubas se negó a enviar a Oviedo de vuelta a la cárcel. En respuesta, la Cámara de Diputados votó para acusar a Cubas de abuso de poder en febrero de 1999, y comenzó un procedimiento para iniciar un proceso de juicio político.

## Detalle de los sucesos

### Asesinato de Argaña
En la mañana del martes 23 de marzo de 1999, aproximadamente a las 8:30, el vicepresidente Luis María Argaña se desplazaba desde su residencia hasta la sede de la vicepresidencia, cuando su vehículo Nissan Patrol color rojo, al mando de su chofer Víctor Barrios Rey, y como acompañante su custodio personal -el suboficial de Policía Francisco Barrios González-, fue interceptado por un automóvil Fiat Tempra verde oscuro en el que se desplazaba un comando paramilitar (tres sujetos vestidos de militar para'i/camuflaje), y al llegar a la calle Diagonal Molas López de Asunción, Argaña fue acribillado a balazos junto con su custodio asignado, mientras que el chofer sobreviviría al ataque. Posteriormente el vehículo de los atacantes fue encontrado totalmente incendiado a pocas cuadras del lugar, para borrar pistas.
Ya en el Sanatorio Americano de Asunción, se confirma el deceso de Argaña, frente a las cámaras de televisión. El hecho conmovió al país y en la noche del martes se produjo una reunión nocturna de los adherentes de Argaña junto con los opositores al gobierno de Raúl Cubas Grau que fue reprimida por la policía nacional paraguaya.
La situación política previa a dicho hecho estaba conflictuada y polarizada entre adherentes y opositores a Lino Oviedo, quien había realizado una campaña a favor de la confirmación de su libertad y en contra de la Corte Suprema de Justicia paraguaya, que había declarado ilegal el decreto presidencial que daba libertad a Oviedo.
Por tanto, ante la muerte de Argaña, los manifestantes; ya en la noche del 23 de marzo; exigían la renuncia de Cubas Grau y el encarcelamiento de Oviedo.

### Manifestaciones y tiroteos

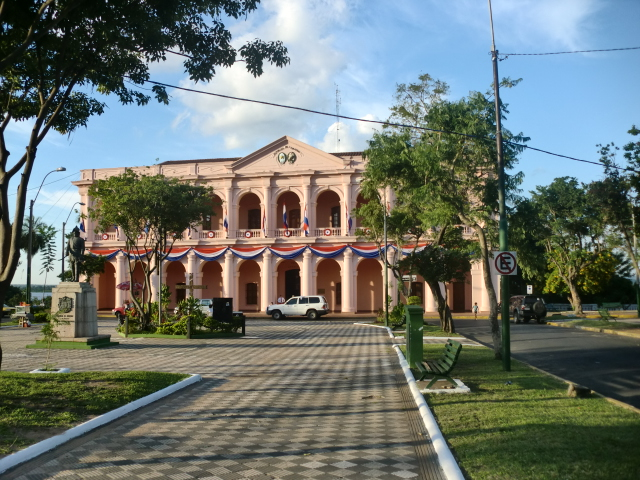
La Plaza de la Democracia, detrás se encontraba el entonces Congreso de la República (actual Cabildo), lugar principal donde se dieron las manifestaciones.

En la mañana del 24 de marzo, se había formado una organización multisectorial que contaba con la participación de organizaciones como Jóvenes Por la Democracia, Paraguay Jaipotáva (El Paraguay que Queremos), Parlamento Joven, y el movimiento colorado que apoyaba a Argaña, Reconciliación Colorada (históricamente vinculado con altas autoridades de la dictadura de Alfredo Stroessner) También estuvieron presentes la Pastoral Social de la Iglesia Católica paraguaya, estudiantes de la Facultad de Filosofía de la Universidad Nacional de Asunción y algunos sindicatos paraguayos.
Al mismo tiempo que se daba esta crisis, se presentaba una gran manifestación campesina, dirigida por la FNC de Paraguay. Ello permitió que los opositores a Oviedo y Cubas negociaran con los campesinos y lograran una gran capacidad de movilización. Ya en la noche del miércoles 24 de marzo se darían sendas escaramuzas, con petardos y piedras, entre los adherentes de Oviedo y los manifestantes opositores. 
Ese mismo día se celebró el juicio político en la Cámara de Diputados para destituir a Cubas por no acatar el fallo de la Corte Suprema de Justicia que ordenaba el regreso de Oviedo a prisión, con 49 votos a favor del juicio político, y 24 en contra, de un total de 73 diputados. Mientras tanto Lino Oviedo fue detenido en Asunción, ordenado por Cubas para "evitar malos mayores y recuperar la paz". Oviedo debía cumplir una condena de 10 años por el intento de Golpe de Estado de abril de 1996, sin embargo fue beneficiado con la libertad por un decreto presidencial firmado por Cubas.
En la noche del jueves 25 de marzo, en un nuevo vehículo, es asesinado un joven campesino miembro de la FNC; quien recibió un disparo en la cabeza. El viernes 26 de marzo, al caer la tarde, la policía paraguaya reprimió a los opositores a Oviedo, desalojando la plaza, posteriormente los manifestantes se reagruparon y respondieron a la represión, haciendo retroceder a la policía y a los adherentes de Oviedo y Cubas, ocupando completamente la plaza. 
Se habían llegado a grabar mensajes hostiles, por comunicación radial privada, de adherentes de Oviedo convocando a una movilización y ataque contra los manifestantes opositores en la plaza, desde un edificio gubernamental adyacente a la catedral de Asunción. Esa misma noche del 26 de marzo, siete manifestantes, opositores a Oviedo, fueron asesinados por francotiradores apostados en edificios circundantes a las plazas del congreso. Los fallecidos fueron: Cristóbal Espínola, Henry Díaz Bernal, José Miguel Zarza, Víctor Hugo Molas, Manfred Stark, Armando Espinoza y Tomás Rojas.
El proceso judicial posterior determinó que los disparos provinieron de adherentes de Oviedo y Cubas, entre ellos Walter Gamarra -funcionario gubernamental en ese momento- filmado al disparar contra los manifestantes, además de muchos otros francotiradores que dispararon desde los edificios adyacentes a las plazas del congreso paraguayo. La creación de barricadas, por parte de los manifestantes en las plazas, y fogatas que hacían de cortinas de humo impidió que la masacre fuera mayor. El centro de Asunción en la noche anterior quedó como un escenario de guerra: vehículos incendiados, ventanas rotas, calles destrozadas, centenares de heridos, etc.
El jefe de policía de ese momento, Niño Trinidad Ruiz Díaz, fue condenado judicialmente por ordenar el abandono policial de la plaza y por no responder inmediatamente a los pedidos de auxilio de los manifestantes y congresistas opositores; ya que la jefatura de la Policía Nacional está en frente de las plazas del Congreso. En el proceso judicial sobre la masacre, Carlos Cubas -hermano del entonces presidente Cubas- y nombrado Ministro del Interior urgentemente ante la muerte de Argaña, testificó que al reunirse con Trinidad Ruiz Díaz, este estaba recibiendo órdenes telefónicas de Oviedo. 
Ante la masacre, el hasta ese momento presidente, Cubas ordenó el desalojo de las plazas del congreso y la ubicación de un contingente de la infantería de marina paraguaya, cuerpo militar que no simpatizaba con Oviedo. Esta decisión se logró luego de intensas presiones diplomáticas, especialmente de la Iglesia Católica, del gobierno estadounidense de Bill Clinton a través de su embajadora, Maura Harty y del gobierno brasilero de Fernando Henrique Cardoso

### Renuncia de Cubas y exilio de Oviedo

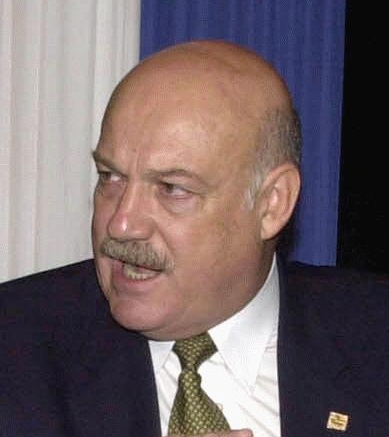
Con la renuncia de Raúl Cubas, asume como presidente de la República Luis Ángel González Macchi —entonces presidente del Congreso—.

Ante la perspectiva de una guerra civil de gran envergadura, y antes de que se tratara el juicio político ante la Cámara de Senadores, el presidente Cubas renunció en la noche del 28 de marzo y partió al exilio en Brasil. Posteriormente, esa misma noche, Luis Ángel González Macchi, -un colorado opositor a Cubas y presidente del Congreso en ese entonces-, juró como presidente. González Macchi ofreció posiciones de gabinete en su gobierno a representantes de los tres mayores partidos políticos en un intento por crear un gobierno de coalición. 
Por algunos meses el gobierno de González Macchi logró un consenso entre los partidos en muchas materias controversiales, incluyendo la reforma económica, luego se volvió a la dinámica política de enfrentamiento entre partidos. El liberal Julio César Franco ganó la elección de agosto de 2000 para llenar la vacante vicepresidencial, renunciando este último en 2002.
El mismo día que renunciaba Cubas Grau, Oviedo escapó a la Argentina donde obtuvo asilo político del gobierno de Carlos Menem pero, ante las presiones de distintos sectores políticos argentinos y a la manifiesta actividad política de Oviedo, se le retira el asilo. Entonces Oviedo desaparece y pasa a la clandestinidad por varios meses. Luego sería arrestado en Brasil en el año 2000, vestido de peluca y bigotes falsos, quedando preso en la capital del país brasileño por 18 meses. En diciembre de 2001, Brasil rechazó la petición de Paraguay para extraditar a Oviedo para enfrentar un juicio por el asesinato de Argaña y la masacre del Marzo paraguayo, por considerarlo una persecución política. 
Por otra parte, Cubas regresa al Paraguay en 2002, donde fue procesado y luego absuelto de los cargos del que se lo acusaban. Finalmente, en el año 2004 Oviedo se entrega a las autoridades paraguayas, posiblemente ante la perspectiva de que el gobierno de Lula le retiraba el asilo por su abierto activismo político; a pesar de la prohibición brasilera. Estuvo en la prisión militar en Paraguay y obtuvo su libertad condicional en 2007. Oviedo se volvió a candidatar para presidente por el partido UNACE, en vista a las elecciones presidenciales del 2008 y también 2013; sin embargo, meses antes de las elecciones del 2013, Oviedo muere en un accidente aéreo.
Por otra parte, el 23 de octubre de 1999, Pablo Vera Esteche fue arrestado en Paraguay por haber sido acusado del asesinato a Argaña (su sicario). Dijo que el asesinato, por el cual a él y a otros dos hombres armados se les pagó un total de USD 300.000, fue solicitado por Cubas y Oviedo. Vera Esteche fue sentenciado a 20 años de cárcel (reducida a 18 años cuatro años después). Sus cómplices también fueron encarcelados por muchos años.

## Otras teorías no oficiales sobre el «Marzo Paraguayo»

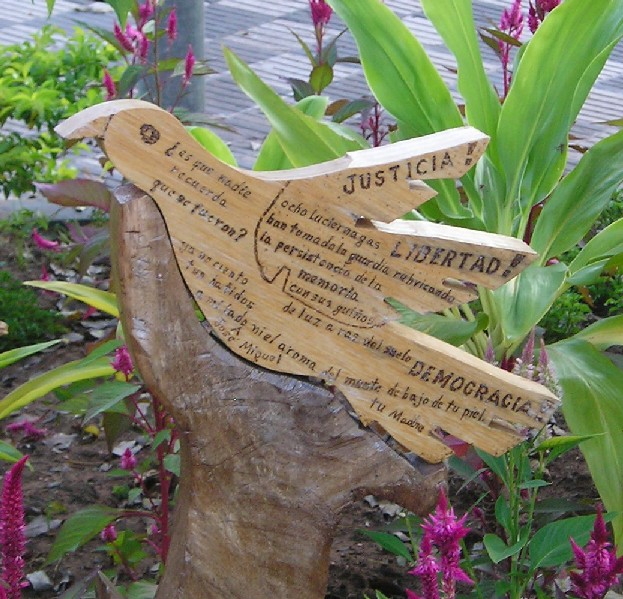
Marzo Paraguayo. Escultura en memoria de los caídos en la Plaza Independencia.
Justicia, Libertad, Democracia
¿Es que nadie recuerda que se fueron?
Ocho luciérnagas han tomado la guardia rubricando
la persistencia de la memoria con sus guiños.
Ya no siento tus latidos a mi lado
ni el aroma del monte debajo de tu piel
A José Miguel
Tu madre

Se cree que algunos medios de comunicación paraguayos eran cercanos a Lino Oviedo, como el periódico ABC Color, y que han difundido teorías alternativas sobre los hechos ocurridos durante el Marzo Paraguayo. Según estas versiones, los disparos que causaron la muerte de los manifestantes en las plazas del Congreso no habrían provenido de edificios adyacentes ni de seguidores de Oviedo. En cambio, se sostiene que los disparos habrían sido efectuados desde el techo del edificio del Congreso por sectores colorados opositores a Oviedo y al entonces presidente Raúl Cubas Grau.
Esta teoría no ha sido respaldada por investigaciones judiciales ni por familiares de las víctimas. En contraste, existen registros visuales que muestran a Walter Gamarra disparando desde la cuadra del Cabildo de la Independencia, ubicada al sur de las plazas del Congreso, mientras que el edificio del Congreso se encuentra al norte y adyacente a las plazas.
Por otro lado, Lino Oviedo afirmó que en la Catedral Metropolitana de Asunción se almacenó armamento de guerra para ser distribuido entre los manifestantes contrarios a su sector. En sus declaraciones, mencionó: «En el depósito de la Catedral Metropolitana no solo se repartían víveres, sino también armas y municiones». Estas afirmaciones generaron el rechazo de referentes de la Iglesia católica paraguaya, la Asociación de Comunicadores Católicos y diversos líderes sociales y políticos.
En cuanto a la muerte de Luis María Argaña, algunos testimonios han señalado que su fallecimiento ocurrió en la tarde del 22 de marzo de 1999 en una residencia privada. Julio César Martínez, quien se identificó como hijo natural de Argaña, declaró al periodista Aldo Benítez de ABC Color que sus hermanos habrían orquestado el crimen con fines políticos.

### Informes e investigaciones de Hugo Ruiz Olazar
El periodista de ABC Color de Paraguay, Hugo Ruiz Olazar, aliado de Oviedo, ha publicado una serie de artículos y entrevistas que se orientan a exponer la «verdad oculta» del «Marzo Paraguayo». Dicha serie de artículos expone las siguientes conclusiones:
Argaña no murió acribillado, sino que murió antes. Una declaración de su chofer y de otros testigos apoyarían tal tesis. Los jóvenes en la plaza fueron tiroteados desde el techo del edificio del Senado. La declaraciones, en una entrevista periodística, de dos de los heridos en la plaza, apoyan tal idea.
Según Olazar, el «Marzo Paraguayo» fue un titánico montaje elaborado para derrocar al gobierno de Cubas Grau y de Lino Oviedo.
Los artículos y conclusiones de Olazar no se han elevado a juicio ni los entrevistados han ofrecido sus manifestaciones ante la autoridad pertinente.

## Variaciones en el proceso judicial
Un juez de segunda instancia opinó que no se sabe de donde provinieron los disparos esa noche Gladys Bernal, madre de uno de los asesinados, manifestó que No nos extrañaría que esta negociación incluya también a Wálter Gamarra, que tiene 25 años de cárcel en relación con lo que Félix Argaña, hijo del vicepresidente asesinado, manifiesta afirmando que Creo que nadie duda que hay un acuerdo político detrás de todo esto; tanto colorados oficialistas como disidentes; inclusive el propio Nicanor le pondera en público a Oviedo, y Oviedo le devuelve la gentileza en su convención, poniendo a Nicanor en un letrero con smoking. 
Lo mismo expresan otros referentes de la sociedad civil y política de Paraguay, sorprendidos que luego de nueve años de proceso, repentinamente se absuelve a muchos de los involucrados en la masacre.

## En la literatura
El «Marzo paraguayo» aparece en la literatura paraguaya, sobre todo en la poesía de epopeya.
También hay novelas y cuentos como:
- La noche de los francotiradores (cuento) de Catalo Bogado.
- El país en una plaza (novela) de Andrés Colmán Gutiérrez.